# Tumeur cutanée
Une tumeur cutanée se développe à partir d'un ou plusieurs des composants de la peau. 
En dermatologie, on appelle tumeur un certain nombre de lésions dont la plupart de celles citées ci-dessous ne sont pas des lésions malignes mais des proliférations cellulaires regroupées en une masse palpable. 

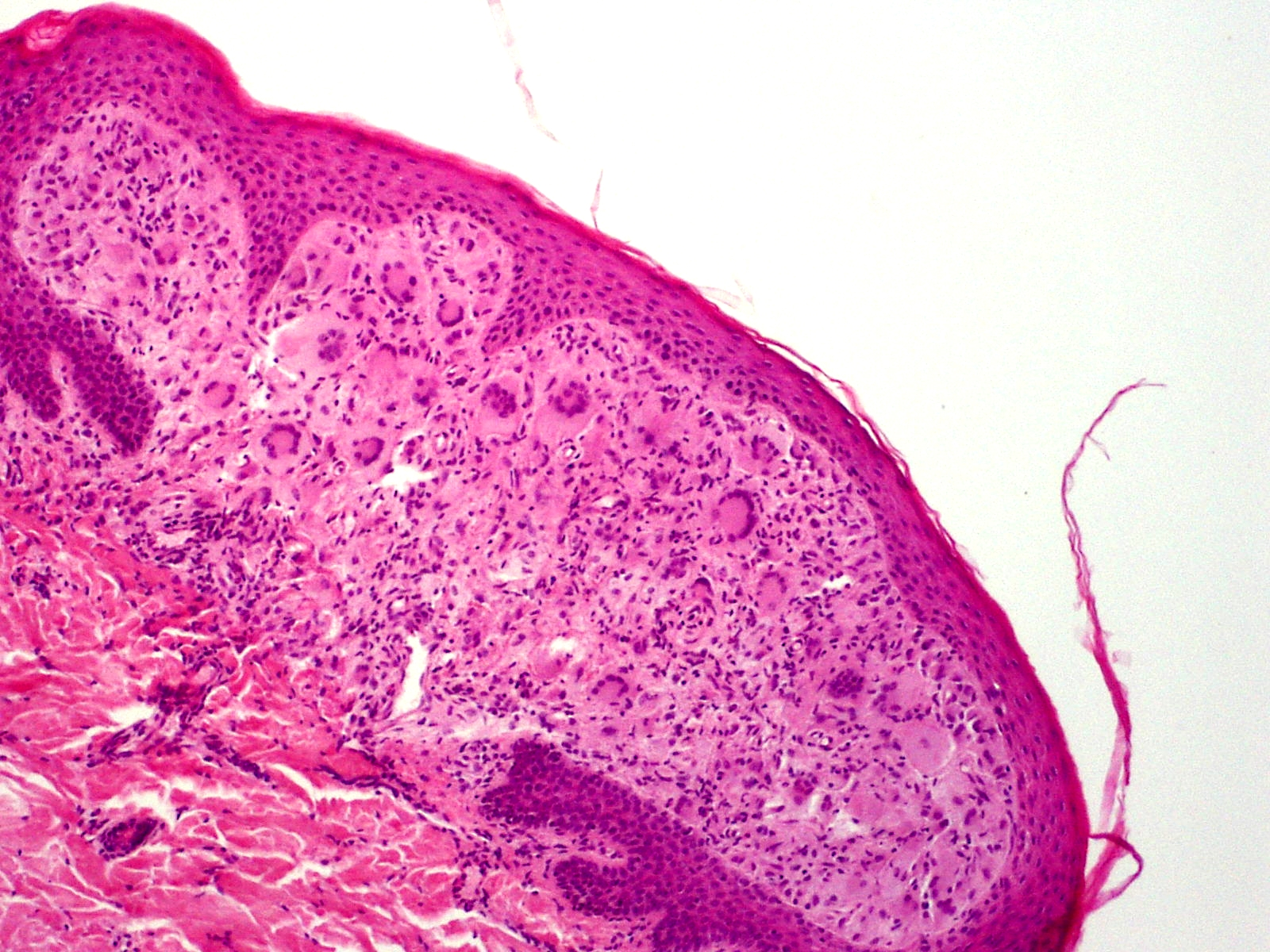
Xanthogranuloma iuvenile (Xanthogranulome juvénile) (10x) vu en coupe

Les tumeurs de la peau présentent des caractéristiques propres permettant de différencier leur origine ou leur type. Leur consistance, leur nombre, leur couleur, leur adhésion aux plans profonds du tégument. On étudie également l'ensemble du tégument et on pratique un examen clinique complet lors du bilan étiologique.

## Tumeurs bénignes cutanées
- Tumeurs épidermiques
  - Hamartomes à composante malpighienne
  - Tumeurs épidermiques d'origine virale
    - Molluscum contagiosum
    - Tumeurs épidermiques liées au Papillomavirus humain(HPV)
      - Verrue: verrue vulgaire ou verrue plane
      - Condylome (végétations vénériennes, crêtes de coq): condylome acuminé ou condylome plan
      - Papulose bowenoïde
      - Épidermodysplasie verruciforme

    - Nodule d'Orf
    - Nodule des trayeurs

  - verrue séborrhéique (Kératose séborrhéique)
  - Acanthomes
  - Papillome verruqueux
  - Cors, durillons, papulose à cellules claires
  - Hyperplasie pseudocarcinomateuse cutanée
  - Syringométaplasie malpighienne
  - Hyperplasie syringofibroadénomateuse
  - Kératoacanthome

- Tumeurs annexielles
  - Tumeurs folliculaires
  - Tumeurs sébacées
  - Tumeurs apocrines
  - Tumeurs eccrines
- Tumeurs dermiques
  - Botriomycome
  - Chéloïdes
  - Fibrome
  - Histiocytofibrome
  - Kystes épidermiques et sébacés
  - Léiomyome
  - Lipomes
  - Tumeur glomique
  - Xanthomes
  - Tumeur d'Abrikossof
- Tumeurs næviques
  - Nævi vasculaires :  angiomes
  - Nævi mélanocytaires (ou nævocellulaires)
    - Lentigo
    - maladie de Sutton
    - Maladie de Peutz-Jeghers-Touraine
    - Lentiginose centrofaciale neurodysraphique
    - Nævi pigmentaires
    - Nævi bleus
    - mélanose juvénile de Spitz
    - Nævi achromiques ou verrues molles
    - Mélanome de Dubreuilh

  - Autres
    - Nævus verruqueux
    - Nævi mollusca comme dans la maladie de Recklinghausen
    - Nævi aplasiques

## Tumeurs malignes
- maladie de Bowen
- maladie de Paget du sein
- épithélioma basocellulaire
- épithélioma spinocellulaire
- mélanome
- carcinome à cellules de Merkel